# Бореску (комуна)
Бореску (рум. Borăscu) — комуна у повіті Горж в Румунії. До складу комуни входять такі села (дані про населення за 2002 рік):
- Баніу (279 осіб)
- Бореску (958 осіб)
- Гура-Менць (231 особа)
- Калаперу (669 осіб)
- Менцій-дін-Дос (605 осіб)
- Мілута (655 осіб)
- Скорушу (255 осіб)

Комуна розташована на відстані 224 км на захід від Бухареста, 37 км на південь від Тиргу-Жіу, 58 км на північний захід від Крайови.

## Населення
За даними перепису населення 2002 року у комуні проживали 3652 особи, усі — румуни. Усі жителі комуни рідною мовою назвали румунську.
Склад населення комуни за віросповіданням:
| Релігія     | Кількість осіб | Відсоток |
| ----------- | -------------- | -------- |
| православні | 3610           | 98,8%    |
| баптисти    | 42             | 1,2%     |